# Diccionario latino-español

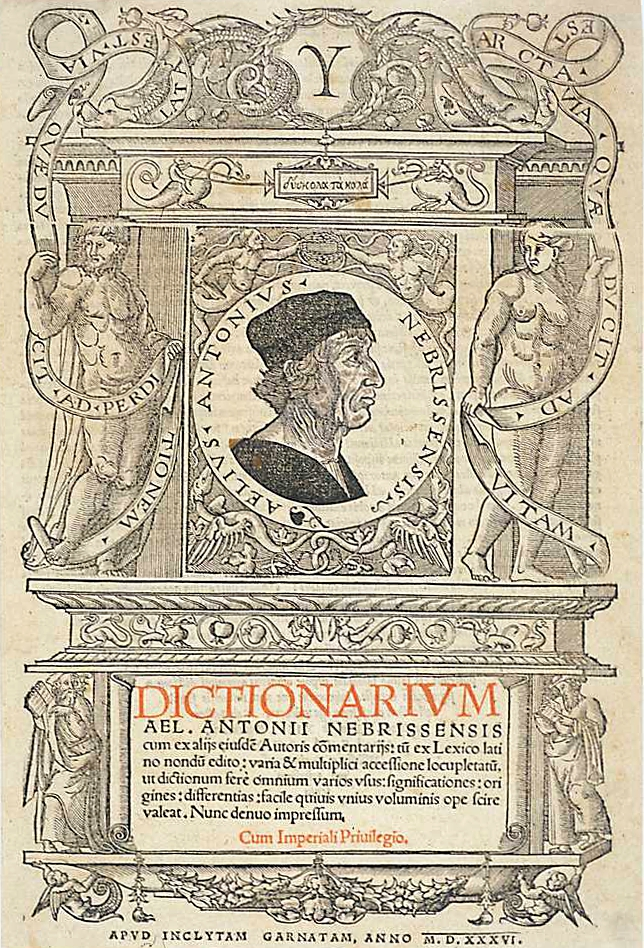
Diccionario latino-español

El Lexicon hoc est Dictionarium ex sermone latino in hispaniensem, más conocido como Diccionario latino-español es un diccionario bilingüe latín-español obra del humanista español Elio Antonio de Nebrija publicado en Salamanca en 1492.
El objetivo del diccionario, declarado por Nebrija en el Prólogo, era mejorar el conocimiento del latín entre las personas cultas. Nebrija, como humanista, creía que el latín medieval se había degradado con respecto al clásico y aspiraba a devolver a la lengua latina su pureza original. Además, el buen conocimiento del latín era la puerta de entrada a todos los conocimientos humanísticos, los studia humanitatis.
Dos o tres años más tarde, Nebrija publicaría el complemento de esta obra, el Dictionarium ex hispaniense in latinum sermonem, conocido como Vocabulario español-latino.

## Macroestructura
La macroestructura o nomenclatura del Diccionario latino-español consta de aproximadamente 28 000 entradas en orden alfabético. Se trata de un auténtico diccionario general, que aspira a recoger todo el caudal léxico de la lengua latina, a diferencia de la mayoría de los glosarios o repertorios medievales, centrados en la explicación de palabras difíciles u oscuras.
Sin embargo, como es habitual en la época, el orden alfabético se ve alterado en ocasiones, sobre todo debido a la colocación de la palabra base delante de la derivada -aunque alfabéticamente no le corresponda-. En las unidades léxicas compuestas por varias palabras, solo la primera aparece ordenada alfabéticamente.
Nebrija es muy sistemático en la organización de su diccionario, lo que le da un carácter moderno que lo separa de los repertorios lexicográficos medievales. En el Diccionario cada entrada ocupa estrictamente una línea, con el lema latino y su equivalente o equivalentes castellanos, sin observaciones enciclopédicas ni digresiones, habituales en otros diccionarios. 
La lematización del diccionario es también muy regular:
- En los sustantivos lematiza el nominativo seguido del genitivo.
- En los adjetivos, da sus diferentes terminaciones, según el tipo de adjetivo.
- En los verbos, da la primera persona del presente de indicativo, la segunda del mismo tiempo y la primera del pretérito perfecto.

## Microestructura

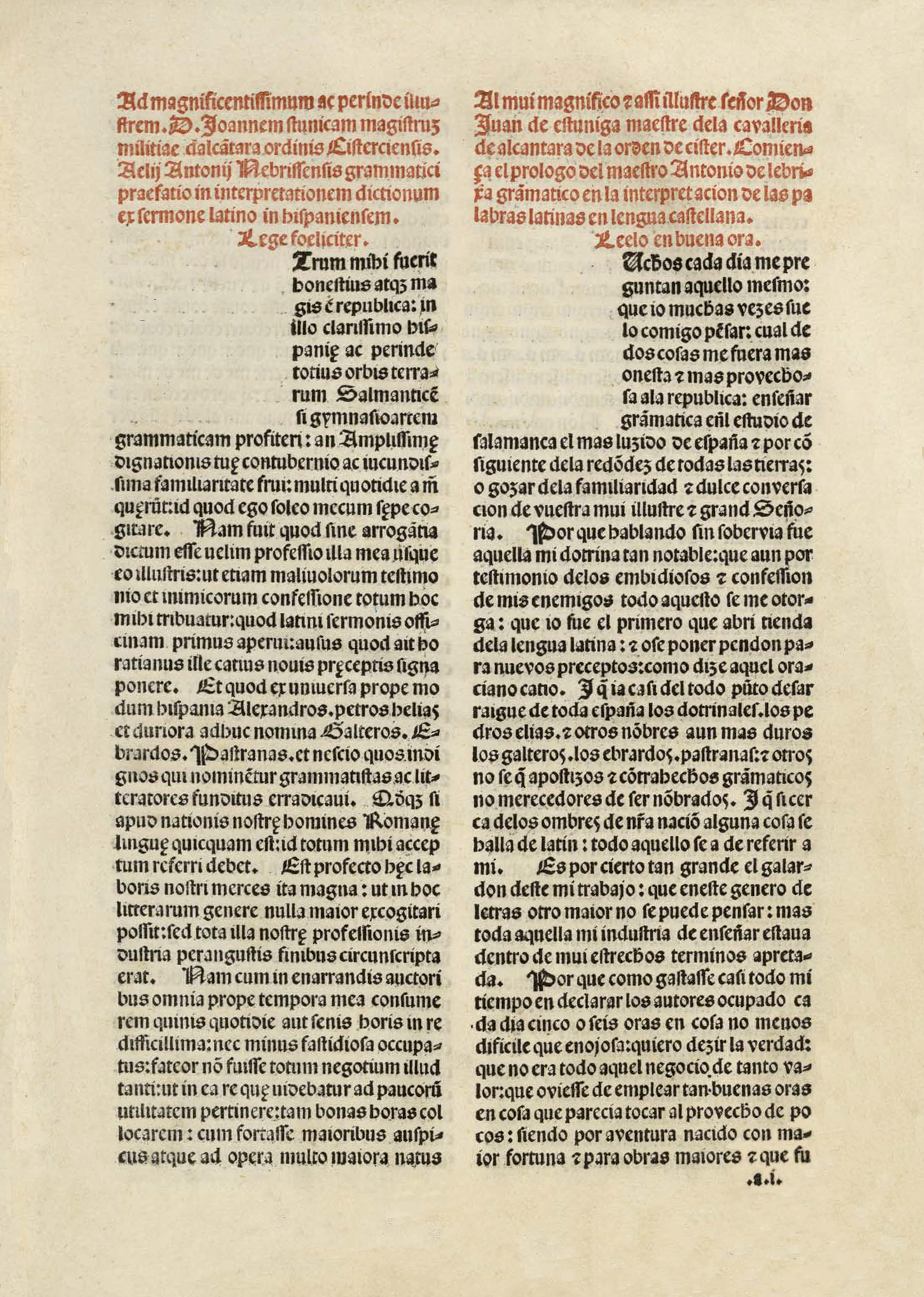
Diccionario latino-español

En cuanto a la microestructura u ordenación de las informaciones contenidas en cada artículo, Nebrija es también muy sistemático. En primer lugar se indica siempre la categoría gramatical de la palabra. Presta especial atención a los verbos, en los cuales indica detalladamente la subcategoría a la que pertenecen, según las clasificaciones de la época.
Nebrija es pionero en un aspecto muy importante de la lexicografía: la indicación, mediante abreviaturas, del registro y la variante a la que pertenece cada palabra, señalando qué palabras son vulgares, cuáles poéticas, etc., como él mismo explica en el Prólogo: 

Añadimos a cada palabra una seña por la cual se juzgue de qué orden es. I a las oscas pusimos os. alas antiguas pr. alas nuevas no. alas bárbaras bar. alas raras ra. alas poéticas po. alas que ninguna cosa: entendemos que son usadas & oratorias

La equivalencia entre el término latino y el castellano es escueta en este diccionario. Nebrija suele dar un único equivalente o, cuando da sinónimos, incluye generalmente solo dos. Se limita a dar estos equivalentes en cuanto al significado, sin entrar en la etimología, ni del término latino ni del castellano.

## Posteridad
El Diccionario latino-español, así como su contrapartida, el Vocabulario español-latino, gozaron de un éxito inmediato y continuado a lo largo de los siglos. Se editaron, generalmente juntos, hasta entrado el siglo XVIII. También se utilizaron, traduciendo una de las dos partes, para confeccionar otros diccionarios, de latín-otra lengua o castellano-otra lengua. Este fue el caso del Vocabulista arábigo en letra castellana (Granada, 1505) de Pedro de Alcalá o del  Diccionario latín-catalán y catalán-latín (Barcelona, 1507) de Gabriel Busa, entre otros.
Lucio Cristóbal de Escobar, a partir del Diccionario latino-español, publicó el primer diccionario castellano - latín - siciliano en Venecia en 1520.